# 27. nordlige breddekreds
Den 27. nordlige breddekreds (eller 27 grader nordlig bredde) er en breddekreds, der ligger 27 grader nord for ækvator. Den løber gennem Afrika, Asien, Stillehavet, Nordamerika og Atlanterhavet.